# Eucalyptus tetrodonta
Espèce
Classification phylogénétique
Eucalyptus tetrodonta est une espèce de plantes à fleurs de la famille des Myrtaceae. C'est un arbre endémique du nord de l'Australie.

## Description
C'est une espèce d'eucalyptus assez grande, avec une épaisse écorce et des fleurs blanches ou crèmes.

## Répartition
On le rencontre notamment dans le Territoire du Nord, dans la péninsule de Cap York dans le Queensland et dans la région de Kimberley en Australie-Occidentale.